# Омский приборостроительный завод имени Н. Г. Козицкого
ОПЗ имени Козицкого — российское приборостроительное предприятие. Расположено в городе Омске. Полное наименование — «Открытое акционерное общество „Омский приборостроительный ордена Трудового Красного Знамени завод имени Н. Г. Козицкого“».
Входит в холдинговую компанию «Росэлектроника» Государственной корпорации «Ростех».

## История
- 1853 год — открытие мастерских по ремонту телеграфных аппаратов «Сименс и Гальске» в Санкт-Петербурге;
- 1912 год — завод специализируется на производстве телеграфных, радиотелеграфных и телефонных аппаратов и семафорной сигнализации;
- 1918 год — национализация завода, с этого момента он носит название «Петроградский государственный телеграфный завод»;
- 1922 год — заводу присваивается имя Н. Г. Казицкого[1][2][3] (после войны переименован в «имени Козицкого»[4]);
- 1941 год — эвакуация завода в Омск, начало выпуска миномётов БМ-37;
- 1942 год — завод переходит на выпуск радиоаппаратуры, первым изделием становится танковая радиостанция «10-РТ»;
- 1947 год — начало выпуска коротковолновой радиостанции «Урожай»;
- 1948 год — начало выпуска коротковолновой радиостанции «ЖР-1»;
- 1951 год — начало выпуска коротковолновой радиостанции «Амур-2» и длинноволновой — «Амур-ДВ»;
- 1956 год — начало выпуска изделия Р-154-2М «Молибден»;
- 1964 год — начало выпуска изделия Р-155П «Брусника»;
- 1977 год — начало выпуска радиоприёмных устройств третьего поколения «Вспышка», «Сибирь»;
- 1978 год — начало выпуска радиоприёмного устройства «Призма»; начало строительства новой производственной площадки по улице 33-я Северная в Омске;
- 1979 год — начало выпуска коротковолновых радиостанций «Карат», «Нива-М»; открытие кварцевого производства и начало выпуска кварцевых генераторов высокостабильной частоты «Гиацинт»;
- 1981 год — начало выпуска радиостанции «Сосна»;
- 1982 год — начало выпуска модернизированной радиостанции «Призма-М»; окончание строительства второй производственной площадки;
- 1983 год — начало выпуска малогабаритных кварцевых резонаторов;
- 1984 год — начало выпуска радиостанции «Циклоида»;
- 1985 год — начало выпуска радиостанции «Карат-2Н»;
- 1987 год — начало выпуска радиостанции «Карат-2С»; начало строительства плавательного бассейна рядом с ДК имени Козицкого;
- 1990 год — начало выпуска радиостанции с микропроцессорным управлением «Бригантина»;
- 1991 год — пик развития предприятия, завод работает в три смены, число сотрудников достигает 8000 человек;
- 1992 год — начало выпуска кварцевых генераторов «Гладиолус»;
- 1994 год — начало выпуска кварцевых генераторов «Соната»; в связи с тяжелым финансовым положением сданы в аренду несколько корпусов на второй производственной площадке;
- 1997 год — начало выпуска кварцевых генераторов «Партер-М»;
- 2011 год — акционирование завода и его вхождение в госкорпорацию «Ростехнологии»; выставлены на продажу производственные площади по улице 33-я Северная.

## Лицензии
ОПЗ имени Козицкого имеет следующие сертификаты и лицензии:
- лицензия на осуществление производства вооружения и военной техники (регистрационный номер - 5539-Р-ВТ-П 22.10.2007 г.), срок действия до 22 октября 2012 года;
- лицензия на осуществление ремонта вооружения и военной техники (регистрационный номер - 5540-Р-ВТ-Рм 22.10.2007 г.), срок действия до 22 октября 2012 года;
- сертификат соответствия системы качества № ВР05.112.1443-2007 от 27.04.2007, выданный системой добровольной сертификации «Военный регистр».

## Текущее состояние
По состоянию на август 2011 года предприятие переживает не самый лучший период. Масштабы производства невелики, связано это с тем, что основной заказчик предприятия - министерство обороны - снизило объемы оборонного заказа. В связи с этим снизилась потребность в большом штате. Численность сотрудников достигает 800 человек, что составляет около 10% от числа сотрудников в период максимального развития предприятия. Работают на предприятии в основном ветераны, либо напротив, совсем молодые специалисты, пришедшие на предприятие набираться опыта. "Средняя" возрастная категория представлена не очень широко, это связано с невысоким уровнем заработной платы, хотя и не самым низким в отрасли по региону. Вторая производственная площадка сдана в аренду, часть её после акционирования выставлена на продажу.
Заводские детские сады переданы региональным и муниципальным органам власти и прекратили своё существование ещё в середине 1990-х годов.
Дом культуры им. Козицкого передан муниципалитету, в нем располагаются Департамент здравоохранения Администрации г. Омска, а также СДЮШОР по боксу.
Из инфраструктурных объектов на балансе предприятия находятся:
- детский оздоровительный лагерь "Энергия", функционирует в режиме базы отдыха, использование по назначению невозможно из за запрета Роспотребнадзора, связанного с отсутствием в корпусах туалетов, умывальников и душа, а также с якобы плохим качеством питьевой воды, при том что в лагерях более благополучных балансодержателей, расположенных по соседству и питающихся из тех же скважин, качество воды отчего-то признано хорошим;
- профилакторий, функционирует в режиме пустого здания с охраной;
- заводское общежитие, работает.

Несмотря на все это предприятие функционирует, выпускается достаточно широкий ассортимент изделий, приходят молодые специалисты.
1 августа 2019 года произошла коренная реорганизация, ОПЗ им. Козицкого, в качестве серийного завода вошел в научно-производственное объединение с Омским НИИ приборостроения и ОмПО «Иртыш».

## Финансовое состояние предприятия
Чистая прибыль за 2013 год составила 2,6 млн руб., в то время как за 2012 год был зафиксирован убыток в 45,6 млн руб.
В целях снижения издержек, в 2013 году предприятием было продано непрофильных активов на 314,6 млн руб. Выручка от реализации спецтехники за 2013 год возросла со 170 млн руб. до 316,8 млн, а от выполнения госконтракта – с 8 млн руб. до 30 млн руб.

## Продукция
- автоматизированные профессиональные радиоприемные устройства с микропроцессорным управлением для торгового и промыслового флота, гражданской авиации, сухопутных войск, МВД, телеграфных агентств и коммерческой связи СДВ, ДВ, СВ, КВ и УКВ диапазонов;
- переносные приёмные и передающие устройства, работающие в КВ и УКВ диапазонах, для приема и передачи телеграфных и телефонных сигналов;
- возбудительные устройства КВ-УКВ диапазонов для формирования телеграфных и телефонных сигналов в составе радиопередатчиков;
- АФУ – антенно-фидерные устройства (антенны МПА-1, широкополосные антенные усилители-разветвители Р-774 Ш, антенные приемные и передающие коммутаторы);
- радиостанции для судов промыслового, торгового и спасательного флотов;
- прецизионные кварцевые резонаторы;
- кварцевые опорные генераторы 1, 2, 3 классов;
- кварцевые фильтры;
- элементы на ПАВ (поверхностных акустических волнах);
- микросборки;
- ЭТЛ – мобильные (на базе шасси автомобилей) электротехнические лаборатории для испытаний и поиска повреждений электрооборудования силовых кабелей до 10 кВ;
- поисковые комплексы, предназначенные для точного определения места повреждения и характера неисправностей высоковольтных кабелей;
- УЗБС – устройства защиты бортовой сети для карбюраторных и инжекторных автомобилей различного назначения;
- электроустановочные изделия – выключатели, розетки, штепсельные вилки, электропатроны;
- бытовые товары и игрушки из металлов и пластмасс [9].